# Пион
Пио́н (лат. Paeónia) — род травянистых многолетников и листопадных кустарников (древовидные пионы). Единственный род семейства Пионовые (Paeoniaceae), ранее род относили к семейству Лютиковых (Ranunculaceae).
Пионы цветут в конце весны, ценятся садоводами за пышную листву, эффектные цветы и декоративные плоды (у некоторых видов).

## Название
Своим латинским названием он обязан богу-целителю Пеану (или Пеону, или Пэану), излечивавшему богов и людей от ран, полученных в сражениях.
Латинское название растения встречается у Теофраста.

## Распространение и экология
Виды семейства произрастают в субтропиках и умеренных районах Евразии и Северной Америки.
Пионы предпочитают хорошо освещённые и прогреваемые солнцем участки, хотя могут перенести и небольшое затенение в середине дня. 
Лучший срок посадки пионов — август—сентябрь.
Пионы размножают делением кустов, но если нужно получить много растений понравившегося сорта, то можно размножить отводками, стеблевыми и корневыми черенками. Самый надёжный способ — размножение почками с кусочками корневища. В каждой части корневища должно быть не менее 2—3 почек.

## Ботаническое описание

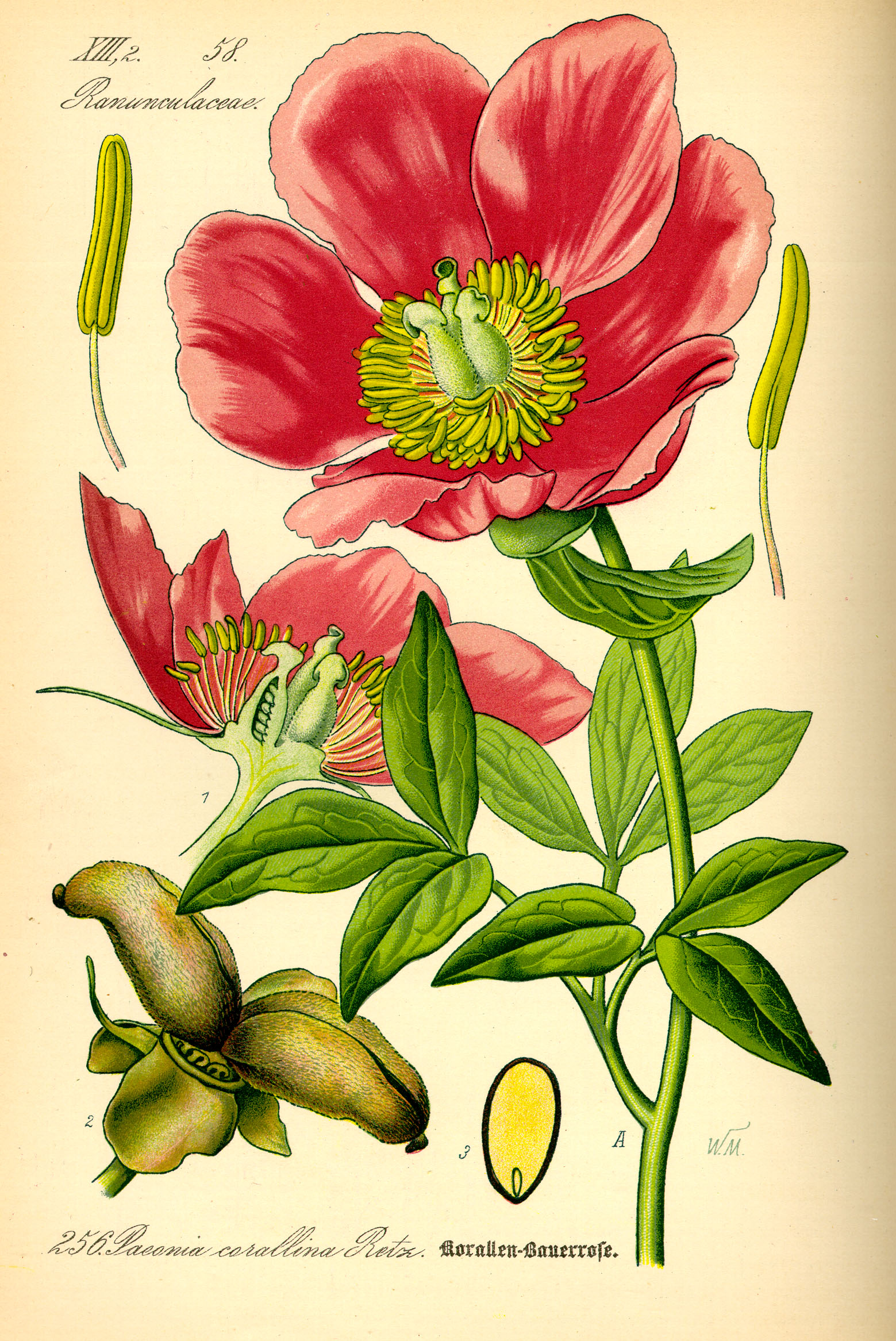
Paeonia mascula.

Многолетнее травянистое, полукустарниковое или кустарниковое растение с несколькими стеблями (стволами) высотой до 1 м. Корневище крупное с мощными, утолщенными, шишкообразными корнями.
Почки с немногочисленными, черепичато налегающими друг на друга чешуями. Листорасположение очерёдное. Листья непарно перистораздельные или тройчатые, с широкими или узкими долями, тёмно-зелёные, реже сизые, осенью жёлтые, бурые, красноватые или тёмно-фиолетовые.
Цветки диаметром до 15—25 см, одиночные, с чашечкой и венчиком. Чашечка остающаяся, более или менее кожистая, из 5 тёмно-зелёных или красноватых чашелистиков; лепестки в числе 5, реже более, крупные, много крупнее чашелистиков, широкие, на конце часто выщербленные, белые, розовые, красные, кремовые или жёлтые, иногда с тёмными пятнами при основании. Тычинки многочисленные; пестиков 1—8, сидящих на мясистом диске.
Плод — сложная многолистовка звёздообразной формы. Каждая листовка открывается по шву и имеет несколько семян, прикрепленных к краю брюшного шва. Семена крупные, округлые или овальные, чёрные или чёрно-бурые, блестящие.
Все виды рода Paeonia можно распределить на две группы в зависимости от числа хромосом: 10—20 (диплоидное число) или 5—10 (гаплоидное число). Для селекции принадлежность к определенной группе имеет важное значение. От скрещивания диплоидных видов и сортов пионов с тетраплоидными, и наоборот, получают триплоидные гибриды F1. Из-за непарного числа хромосом мейоз у триплоидов абсолютно неправилен, поэтому они стерильны. В F1 обычно в большей степени проявляется гибридная мощь потомства. Эффект гибридной мощи, или гетерозиса, заключается в превосходстве гибридов F1 по ряду признаков и свойств над исходными родительскими формами. Гетерозис может проявляться по одному или нескольким признакам. Вегетативное размножение пионов позволяет отобрать и закрепить любую ценную стерильную форму.
2n=10: P. anomala, P. corsica, P. broteroi, P. rodia, P. daurica, P. mairei, P. emodi, P. mlokosewitschii, P. lactiflora, P. suffruticosa, P. decomposita, P. delavayi, P. lutea, P. potanini, P. tenuiofolia, P. veichii, P. brownii.
2n=20: P. officinalis, P. peregrina, P. parnassica, P. clusii, P. mascula, P. coriacea, P. obovata, P. wittmanniana.

## Значение и применение
Согласно китайским источникам, интерес к пионам как декоративным растениям начался в период правления династий Цинь и Хань, ранее 200 лет до н. э. Таким образом, пионы в культуре уже более 2000 лет.
Пион лекарственный и Пион уклоняющийся используют в качестве лекарственного сырья. Сырьё используют для приготовления настойки, которая применяется как седативное средство. Пион уклоняющийся относится к ядовитым растениям.
До середины XX века селекционная работа с пионами в России не проводилась. Началась она только в послевоенное время, когда осуществился сбор коллекций лучших зарубежных сортов. К началу XXI века в регистре пионов насчитывалось не более 200 отечественных сортов. В настоящее время на территории России выращивается более 1 тысячи сортов. Большая часть из них иностранного происхождения.
В Китае опавшие лепестки пионов подсушивают и подслащивают как чайное лакомство. Пионовая вода, настой лепестков пиона, использовалась для питья в Средние века. Лепестки можно добавлять в салаты или в пунши и лимонады.

## В астрономии
В честь пиона назван астероид (1061) Пеония, открытый в 1925 году немецким астрономом Карлом Райнмутом в Гейдельбергской обсерватории.

## Классификация

### Таксономия
Род Пион входит в монотипное семейство Пионовые (Paeoniaceae) порядка Камнеломкоцветные (Garryales).
|  |                                      |  |                                                              |                           |                               |  | ещё 12 семейств (согласно Системе APG III) |          |  |         |
|  |                                      |  |                                                              |                           |                               |  |                                            |          |  |         |
|  |                                      |  |                                                              | порядок Камнеломкоцветные |                               |  |                                            |          |  |         |
|  |                                      |  |                                                              |                           |                               |  |                                            |          |  | 33 вида |
|  | отдел Цветковые, или Покрытосеменные |  |                                                              |                           | монотипное семейство Пионовые |  |                                            | род Пион |  |         |
|  | отдел Цветковые, или Покрытосеменные |  |                                                              |                           |                               |  |                                            | род Пион |  |         |
|  |                                      |  | ещё 44 порядка цветковых растений (согласно Системе APG III) |                           |                               |  |                                            |          |  |         |
|  |                                      |  |                                                              |                           |                               |  |                                            |          |  |         |

### Виды
По информации базы данных The Plant List (на июль 2016), род включает 36 видов:
- Paeonia algeriensis Chabert
- Paeonia anomala L. — Пион уклоняющийся, или Пион необычайный, или Марьин корень
- Paeonia arietina G.Anderson
- Paeonia × baokangensis Z.L.Dai & T.Hong
- Paeonia broteri Boiss. & Reut. — Пион Бротери
- Paeonia brownii Douglas
- Paeonia californica Nutt.
- Paeonia cambessedesii (Willk.) Willk.
- Paeonia cathayana D.Y.Hong & K.Y.Pan
- Paeonia clusii Stern
- Paeonia coriacea Boiss.
- Paeonia corsica Sieber ex Tausch
- Paeonia daurica Andrews — Пион крымский
- Paeonia decomposita Hand.-Mazz.
- Paeonia delavayi Franch. — Пион Делавея
- Paeonia emodi Wall. ex Royl
- Paeonia intermedia C.A.Mey.
- Paeonia jishanensis T.Hong & W.Z.Zhao
- Paeonia kesrouanensis (J.Thiébaut) J.Thiébaut
- Paeonia lactiflora Pall. — Пион молочноцветковый
- Paeonia ludlowii (Stern & G.Taylor) D.Y.Hong
- Paeonia mairei H.Lev.
- Paeonia mascula (L.) Mill.
- Paeonia obovata Maxim. — Пион обратно-овальный
- Paeonia officinalis L. typus[1] — Пион лекарственный
- Paeonia ostii T.Hong & J.X.Zhang
- Paeonia parnassica Tzanoud.
- Paeonia peregrina Mill. — Пион иноземный
- Paeonia qiui Y.L.Pei & D.Y.Hong
- Paeonia rockii (S.G.Haw & Lauener) T.Hong & J.J.Li — Пион Рока
- Paeonia saueri  Xiao Q.Wang & D.M.Zhang — Пион жёлтый, или Paeonia lutea
- Paeonia × saundersii Stebbins
- Paeonia sterniana H.R.Fletcher
- Paeonia × suffruticosa Andrews — Пион древовидный, или Пион полукустарниковый
- Paeonia tenuifolia L. — Пион узколистный, или Пион тонколистный, или Пион воронец
- Paeonia × yananensis T.Hong & M.R.Li

Вид Пион жёлтый (Paeonia lutea) признан синонимом вида Пион Делавея (Paeonia delavayi).
Виды Пион Млокосевича (Paeonia mlokosewitschii) и Пион Виттмана (Paeonia wittmanniana) понижены до подвидов вида Пион крымский (Paeonia daurica).
Во флоре России признан Paeonia hybrida Pall. — Пион степной.

### Сорта
Сорта пиона различаются величиной, окраской, строением цветков, продолжительностью цветения, высотой и формой куста. В окраске сортов присутствуют различные оттенки белого, жёлтого, оранжевого и красного цвета. Тона яркие и сочные или мягкие, приглушённые, с едва уловимыми переходами к другому цвету. Старые французские сорта травянистых пионов часто выводили в основном на срезку и прочность стеблей не имела никакого значения. Сейчас[когда?]

 появилось направление ландшафтных пионов, и американская ассоциация пионоводов ввела специальную премию «Лучший ландшафтный пион». То есть помимо того, что они, безусловно, обращают внимание на качество и красоту пиона, они еще отдельно оценивают его ландшафтные свойства.
По данным Международного регистра (APS) в начале двухтысячных было зарегистрировано более 4664 сортов травянистых и более 500 сортов древовидных пионов.
По строению цветка сорта делят на:
- немахровые, имеющие только один ряд широких лепестков ('Golden Glow', 'Надя'),
- полумахровые ('Легион Ханкор'),
- японские ('Moon of Nippon'),
- анемоновидные ('Лонгфелло'),
- махровые полушаровидные,
- розовидные ('Роберт Оутен'),
- корончатые ('Канзас').

Регистрирующим органом является Американское общество пионов. Некоторые известные сорта:
- Paeonia 'Bartzella'
- Paeonia 'Coral Charm'
- Paeonia 'Coral Sunset'
- Paeonia 'Da Fu Gui'
- Paeonia 'Fen Yu Nu'
- Paeonia 'Gui Fei Cha Cui'
- Paeonia 'Hai Huang'
- Paeonia 'Hu Hong'
- Paeonia 'Ni Hong Huan Cai'
- Paeonia 'Nymphe'
- Paeonia 'Pink Hawaiian Coral'
- Paeonia 'Xuan Li Duo Cai'
- Paeonia 'Yan Zi Xiang Yang'
- Paeonia 'Zi Fu Rong'
- Paeonia 'Zi Lian Wang Yue'
- Paeonia jishanensis 'Chun Hong Jiao Yan'
- Paeonia suffruticosa 'Feng Dan Bai'